# هوبير سيلبي جونيور
هوبير سيلبي جونيور (بالإنجليزية: Hubert Selby Jr.)‏ (23 يوليو 1928، بروكلين في الولايات المتحدة - 26 أبريل 2004، لوس أنجلوس في الولايات المتحدة)؛ كاتِب، سيناريست وروائي أمريكي.

## روابط خارجية
- هوبير سيلبي جونيور على موقع IMDb (الإنجليزية)
- هوبير سيلبي جونيور على موقع مونزينجر (الألمانية)
- هوبير سيلبي جونيور على موقع ألو سيني (الفرنسية)
- هوبير سيلبي جونيور على موقع أول موفي (الإنجليزية)
- هوبير سيلبي جونيور على موقع قاعدة بيانات الأفلام السويدية (السويدية)
- هوبير سيلبي جونيور على موقع إن إن دي بي (الإنجليزية)
- هوبير سيلبي جونيور على موقع قاعدة بيانات الفيلم (الإنجليزية)
- هوبير سيلبي جونيور على موقع كينوبويسك (الروسية)